# Ліпіни (Малопольське воєводство)
Ліпіни (пол. Lipiny) — село в Польщі, у гміні Домброва-Тарновська Домбровського повіту Малопольського воєводства. Населення — 677 осіб (2011).
У 1975—1998 роках село належало до Тарновського воєводства.

## Демографія
Демографічна структура станом на 31 березня 2011 року:
|          | Загалом | Допрацездатний вік | Працездатний вік | Постпрацездатний вік |
| -------- | ------- | ------------------ | ---------------- | -------------------- |
| Чоловіки | 344     | 86                 | 233              | 25                   |
| Жінки    | 333     | 62                 | 201              | 70                   |
| Разом    | 677     | 148                | 434              | 95                   |